# Tunja
Tunja es un municipio colombiano, capital del departamento de Boyacá, situado sobre la cordillera oriental de los Andes a 115 km al noreste de Bogotá. Es la ciudad capital más alta del país. Tunja fue construida sobre Hunza, la capital de la confederación Muisca el 6 de agosto de 1539. Con su título de villa otorgado por la Corona española, Tunja llegó a convertirse en un fortín para colonos emigrantes de Castilla, Extremadura y Andalucía, y uno de los mayores centros administrativos, judiciales, políticos y culturales del país. Durante el agitado periodo de la independencia, se constituyó como capital de las recién creadas Provincias Unidas de la Nueva Granada, el 9 de diciembre de 1811.
Tunja alberga un conjunto monumental protegido en su centro histórico y declarado patrimonio de la Nación en 1959. A lo largo de su historia, Tunja ha sido reconocida como un importante centro literario, científico, cultural e histórico y es considerada actualmente como una ciudad universitaria.
Es la sede de eventos de carácter internacional como el Festival Internacional de la Cultura de Boyacá y del Aguinaldo Boyacense.
Tunja es igualmente una de las ciudades más seguras de Colombia según el informe presentado por el Centro Internacional para la Prevención de la Criminalidad. En cuanto a la economía según el DANE, el desarrollo reciente de infraestructura y de la industria de la construcción han contribuido a un aumento del PIB de 4.0% en 2014.

## Toponimia

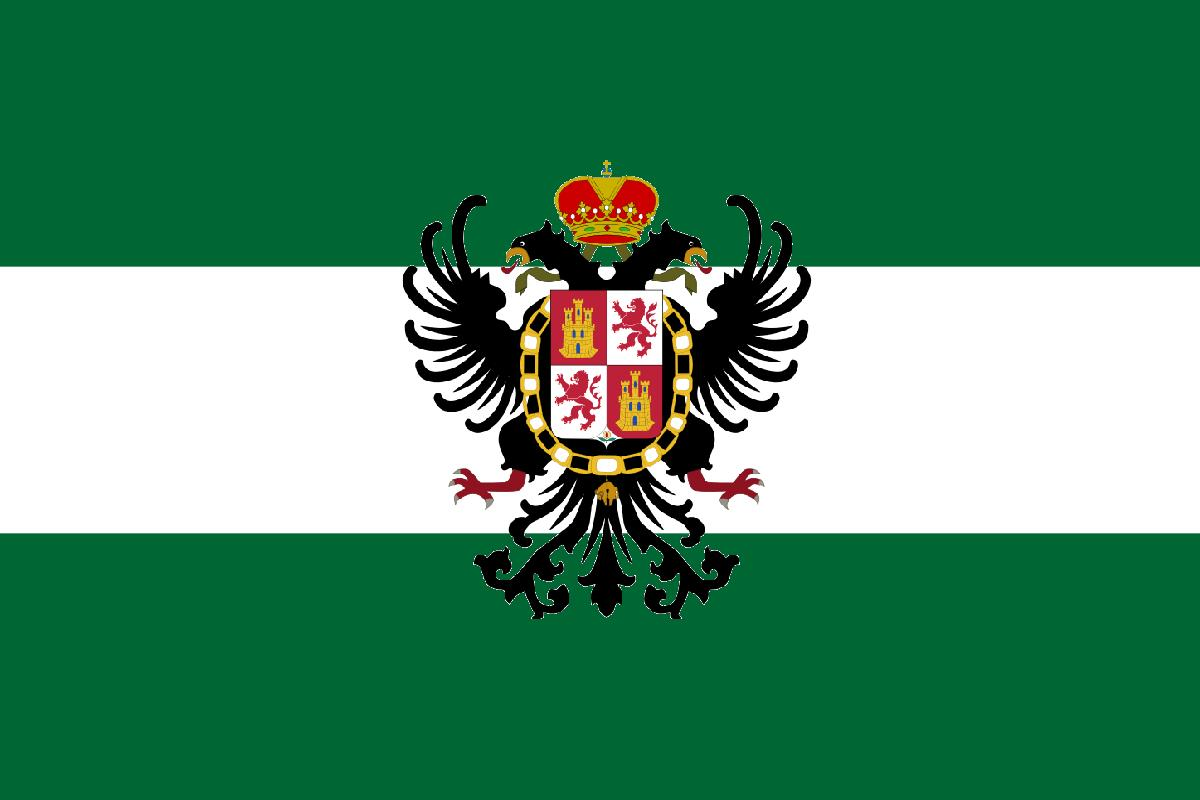
Estandarte heráldico de la ciudad.

Su nombre actual se deriva del término Hunza, o también Junza o Tchunza. Nunca se le ha dado oficialmente el nombre de Santiago de Tunja; esta denominación surge de la primera división en parroquias que tuvo la ciudad, que la organizó en la iglesia de Nuestra Señora de las Nieves, al norte; Santa Bárbara, al sur, y Santiago de Tunja, en el centro. El patrono de la ciudad de Tunja y de la catedral es el apóstol Santiago el Mayor, patrono de España. Por ello adquiere el nombre de Parroquia de Santiago de Tunja.
El estandarte heráldico de la ciudad se basó en el escudo de Toledo otorgado por el rey de España Carlos I y en la bandera otorgada por la reina de Castilla Juana I de Castilla (su madre).
En su fundación por el capitán español Gonzalo Suárez Rendón, se llamó Tunja, como consta en el acta de fundación del 6 de agosto de 1539. La denominación española es confirmada con el documento monárquico que le otorgó el título de ciudad y el escudo de armas de la Corona española, el 29 de marzo de 1541, firmado por el emperador Carlos V:

«es nuestra merced e mandamos que agora y de aquí en adelante en dicho pueblo se llame e titule Ciudad de Tunja y que goce de las preeminencias, prerrogativas e inmunidades que puede y debe gozar siendo ciudad»

## Símbolos
La bandera de la ciudad, se compone de tres franjas horizontales —verde, blanca y verde— de igual anchura, en la franja central blanca, figura el escudo, en ambas caras y en su centro, y tendrá una altura de tres quintos de la anchura de la bandera. Su origen proviene de la región de Andalucía, comunidad autónoma de España, la cual tiene los mismos colores y proporciones, la cual a su vez tiene origen en los estandartes de los árabes usaron sobre La Giralda de Sevilla, durante algunos periodos en los que colonizaron la península ibérica.[cita requerida]
Su código RGB es:
- Verde Omeya/Botella= 00-80-00
- Blanco= 255-255-255

Coloquialmente, se denomina a la bandera tunjana como "Arbonaida", que significaría "blanca y verde" en lengua mozárabe.

## Historia

### Antigüedad
Los primeros pobladores primitivos del altiplano Cundiboyacense llegaron en el décimo milenio a. C. El «hombre temprano» u Homo del Tequendama data del 6375 a. C. de los cuales han sido descubiertos esqueletos humanos, utensilios de hueso y artefactos líticos o de piedra. Hacia el 6000 a. C. aparecen los primeros habitantes de la región que eran cazadores y recolectores. Vestigios de su existencia han sido encontrados a 75 km al noreste de la ciudad, en el macizo de Floresta. En el territorio de la ciudad se han encontrado huellas arqueológicas desde el año 150 a. C..
Durante el primer milenio de la era presente, aparecen un tipo de hombres sedentarios agricultores conocidos como los "Herrera" cuya cerámica persiste hasta el siglo IX.
A partir de ese momento otro tipo de cerámica se hace dominante. Esta última está relacionada con los muiscas, una sociedad que se desarrolló y cuyo apogeo llegó en el momento anterior a la conquista. Los muiscas son un pueblo de la familia chibcha proveniente de Centroamérica. Su vía de inmigración posiblemente fue a través de Panamá hacia la región Andina

### Época prehispánica

#### Periodo Muisca temprano (-1490)

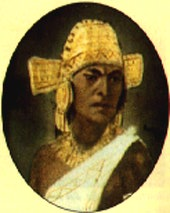
Hunzahúa, cacique muisca.

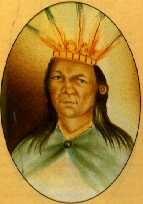
Eucaneme, el último gran cacique muisca.

En una etapa de continuos enfrentamientos entre cacicazgos, se propuso pacificar la región y para ello se hizo un consenso entre los dirigentes muiscas para elegir a un jefe supremo que los gobernara a todos. Resultó elegido Hunzahúa, oriundo de Ramiriquí de quien tomó nombre la Confederación, llamándose Hunza. Tomó el nombre de zaque (‘señor-grande’), lo mismo que significaba zipa en la comunidad de Bacatá. El zaque ejerció el control sobre las tierras que van desde el río Chicamocha hasta los sutagaos, y desde las vertientes de los llanos de San Juan hasta las fronteras de los panches y los muzos, con toda la tierra de Vélez. La unidad instaurada permitió unificar el idioma y la religión de los muiscas, y solo fue rota a fines del siglo XV por el zipa Saguanmachica, en tiempos del zaque Michua, a raíz de las diferencias que tuvo con el cacique de Guatavita.
El zipa Saguanmachica, apoyado por su vasallo de Pasca, sometió a Fusagasugá y Tibacuy, e intentó tomar Guatavita, cuyo cacique solicitó auxilio a Michua, quien envió a un heraldo con el fin de que el zipa se presentara en su corte y respondiera las quejas de Guatavita. El zipa menospreció su autoridad y maltrató a su enviado. Ante esto, Michua se dirigió con un ejército de 40 000 hombres a los territorios del zipa. Sin embargo, al enterarse de la fortaleza militar de Saguanmachica se abstuvo de iniciar hostilidades. Tal actitud le permitió al zipa dirigir sus tropas contra el cacique independiente de Ubaque, que había atacado Pasca y Usme, y defenderse de los ataques de Guatavita y del pueblo caribe de los Panches.

#### Periodo Muisca tardío (1490-1539)
Hacia 1490, Saguanmachica, con 50 000 soldados decide un ataque masivo al zaque, atraviesa las tierras de Guatavita y en Chocontá enfrenta al ejército de Michua que lo superaba en cantidad. La batalla se prolonga por tres horas y los dos soberanos mueren. A sus dieciocho años, Eucaneme accede al cacicazgo durante la tensa tregua entre las dos comunidades. En 1514 el hoa descubre sobre las intenciones expansionistas de Nemequene y solicita apoyo de los caciques de Gameza, Iraca, Duitama y Sáchica unificando sus ejércitos. La batalla se desató en el Arroyo de las Vueltas, Nemequene que llevaba la victoria, resultó mortalmente herido, por lo cual sus tropas se retiraron. Sugamuxi, cacique de Iraca, le retira el apoyo, y consigue una tregua cuyos términos estaban por cumplirse a la llegada de los españoles. Al enterarse de que los europeos merodeaban por sus tierras, Eucaneme no se movió de su cercado, ni adelantó actos de agresión contra los invasores. Prohibió bajo graves penas que se les indicara el camino a su cercado y cuando se enteró de que se aproximaban, les envió regalos y emisarios de paz, buscando detenerlos mientras escondía sus riquezas.

### Época hispánica (1539-1811)

#### Descubrimiento español de Hunza (1537)

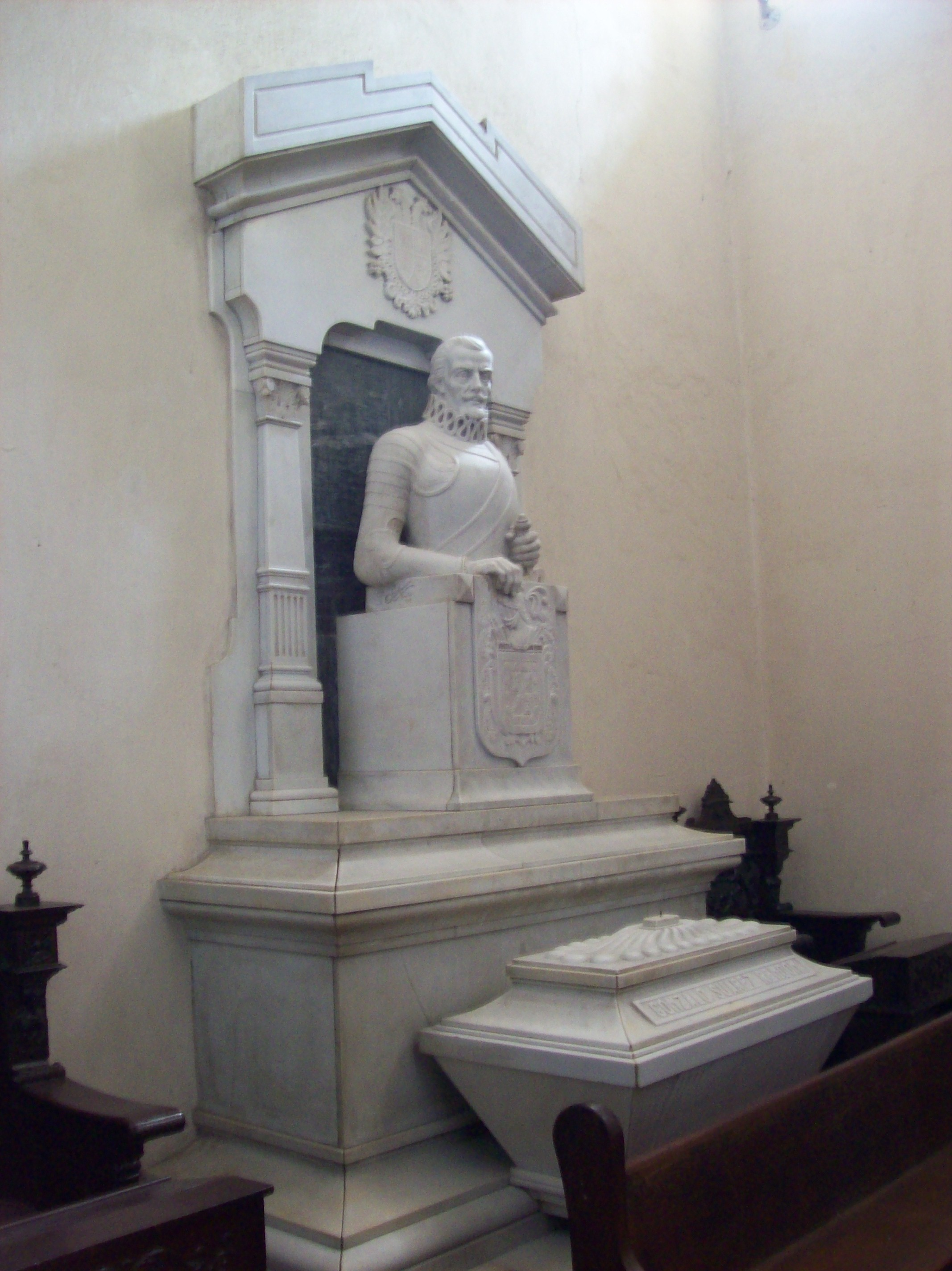
Mausoleo de Gonzalo Suárez Rendón, conservado en la catedral de Tunja.

Gonzalo Jiménez de Quesada salió de Santa Marta en abril de 1536, en una de las expediciones hacia el sur del continente. Su objetivo fue localizar y conquistar El Dorado. Luego de algunos meses de travesía, encuentra numerosos cacicazgos Muiscas sobre el actual territorio del altiplano Cundiboyacense. En su búsqueda, recibe informaciones acerca del hallazgo de esmeraldas y otros tesoros en Somondoco y los Llanos orientales. Finalmente, el 20 de agosto de 1537, llegaron con caballos y perros, y el propio Gonzalo Jiménez de Quesada llegó a los aposentos de Eucaneme. Lo encontraron sentado en una silla adornado con mucho oro en sus vestidos y en la misma forma que sus acompañantes, quienes aterrados huyeron dejándolo solo; el oro, las esmeraldas y las finas telas fueron saqueadas. Este acto tuvo lugar en el lugar en donde actualmente se encuentra el claustro de San Agustín. Eucaneme fue llevado hasta Suesca, con la esperanza de que revelara el sitio donde había ocultado el resto de sus tesoros. Abdicó en su sobrino Quiminza y se retiró a Ramiriquí (Rumiraqui), donde al poco tiempo murió.

#### Conquista deHunza(1538-1539)
La conquista española del territorio comienza cuando Jiménez de Quesada captura a Eucaneme quien es sucedido en vida por el joven Quiminza. Este último junto con su tribu son tomados en encomienda por Hernán Pérez de Quesada. El nuevo zaque no se mostró belicoso frente a los españoles, e incluso se convirtió al catolicismo, por lo tanto, la conquista se llevó a cabo mediante alizanzas. 
Quiminza debía verificar sus nupcias con la hija de cacique de Gámeza y varios jefes se aprestaban a concurrir a la solemne ceremonia. A Pérez de Quesada le llegó el rumor que la ocasión sería utilizada para una sublevación general por lo que represó a Quiminza y todos los caciques, entre ellos los de Toca, Motavita, Samacá, Turmequé, Suta y los condenó a muerte. En 1540 fue decapitado el zaque y su deceso marcó el fin de la dinastía de los hoas hunzas. Así mismo, señala la desintegración y dispersión de los indígenas del cacicazgo en encomiendas a lo largo de la nueva provincia de Tunja.

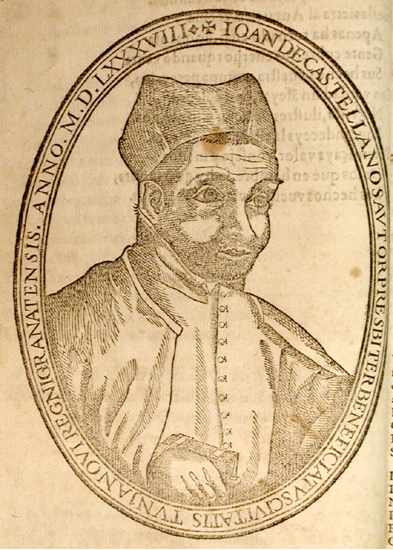
Don Juan de Castellanos

#### Establecimiento de la ciudad  (1539-sigloXVI)
La ciudad española de Tunja fue fundada directamente sobre el cercado de Eucaneme en donde posteriormente se erigió el convento de San Agustín. Fundada la ciudad por el capitán Gonzalo Suárez Rendón, el 6 de agosto de 1539, se establece la plaza mayor, el solar para la iglesia y los edificios públicos en el marco de la plaza; en 1550 se consolidó el trazado de la ciudad. Para ese mismo año llegan a la ciudad los franciscanos, un año después los dominicos, en 1585 los agustinos y para 1611 los jesuitas; a la fundación se apropian y dividen 77 solares, 70 huertas, 11 estancias, 44 caballerizas. Solo hasta 1616 se erigen las dos parroquias que albergaron a la población mestiza e indígena a lo largo del periodo colonial: Santa Bárbara, al sur occidente y Nuestra Señora de las Nieves, al norte.

#### Ciudad madre (sigloXVII-XVIII)
Durante el virreinato, Tunja era una ciudad de templos y conventos, lugar predilecto para la meditación de religiosos. En sus mansiones coloniales y en sus templos se encuentran los más variados estilos artísticos y arquitectónicos, el isabelino del Renacimiento se mezcla con el mudéjar, el plateresco, el churrigueresco, el rococó y todas aquellas mezclas artísticas del Barroco hispano americano para dar un conjunto estilístico único.
Desde la segunda mitad del siglo XVI, Tunja se convirtió en el eje de la cultura criolla y en la cabecera de la región económica más culta del Nuevo Reino de Granada. Una "ciudad madre" desde donde se ordenó la fundación de todas las demás ciudades coloniales del oriente de la Gran Colombia, incluida Venezuela, una urbe de Blancos, Chibchas y Mestizos con muchos colegios, conventos y escuelas; una tierra de literatos, poetas, humanistas, pintores y arquitectos; una de las ciudades más cuidadas en su estética urbana y arquitectónica.
Desde la fundación de la ciudad hasta la segunda década del siglo XVII la ciudad experimentó un auge como en ningún momento de su historia. Hacia 1610, la ciudad inicia un proceso de crisis, en especial, económica; la masacre vertiginosa de la población indígena y el consecuente debilitamiento de las encomiendas son los responsables de esta. Sin embargo, es entre 1610 y 1623 cuando la ciudad presenta un considerable crecimiento urbano: de diez se pasa a veinte construcciones religiosas, se inauguran siete edificios públicos y se levantan dos nuevas parroquias. Además, es durante este periodo en el que se forman la periferia de la ciudad, en cabeza de los arrabales, donde se ubica gran parte de la población local natural de Tunja.

Tunja, en calidad de "ciudad cultural del Nuevo Reino de Granada" fue la tierra de literatos y poetas como Juan de Castellanos, Hernando Domínguez Camargo, Francisca Josefa del Castillo, fray Andrés de San Nicolás y otros, 

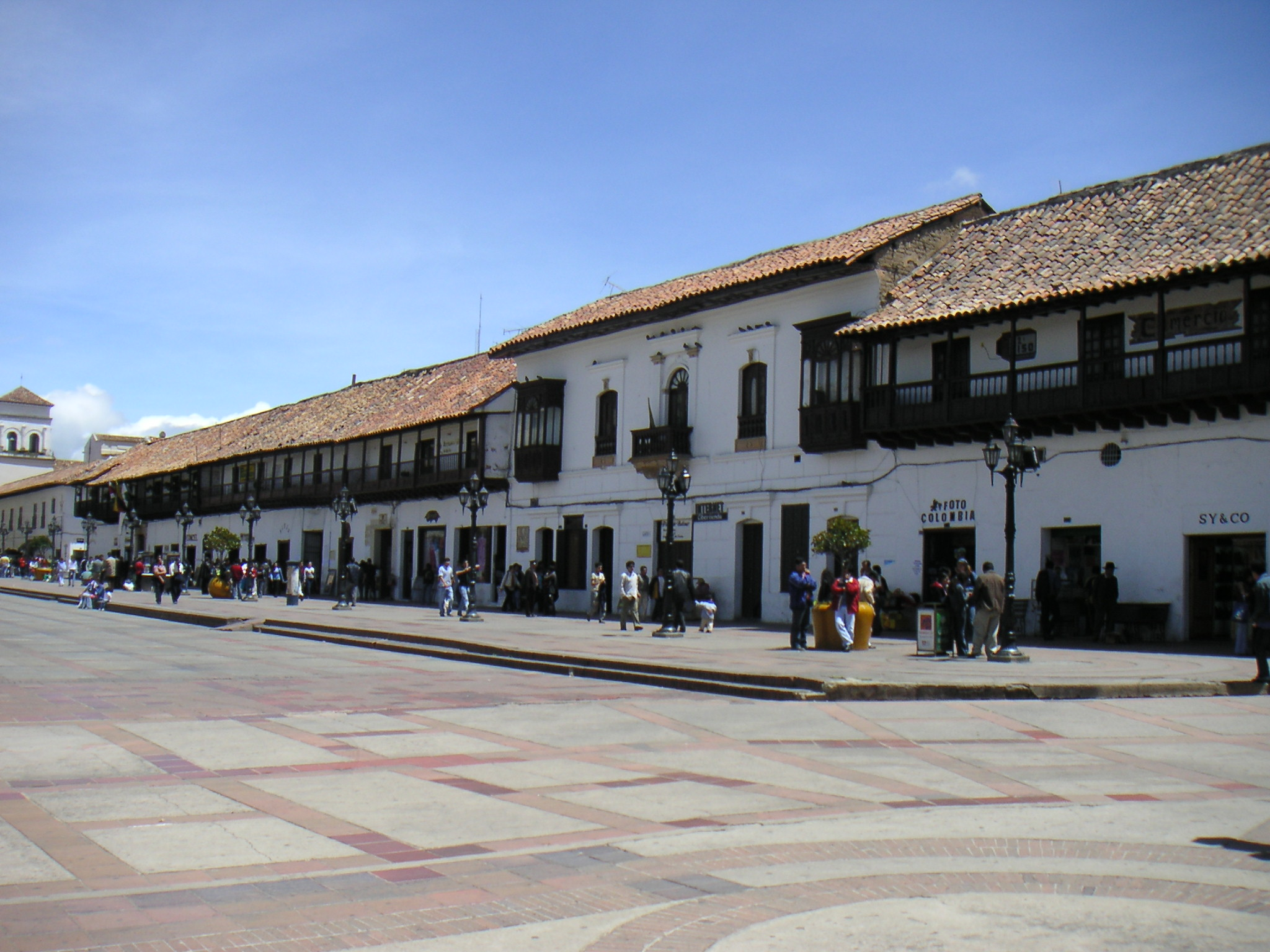
Centro histórico, costado oeste plaza de Bolívar de Tunja con sus edificaciones de corte colonial y republicano.

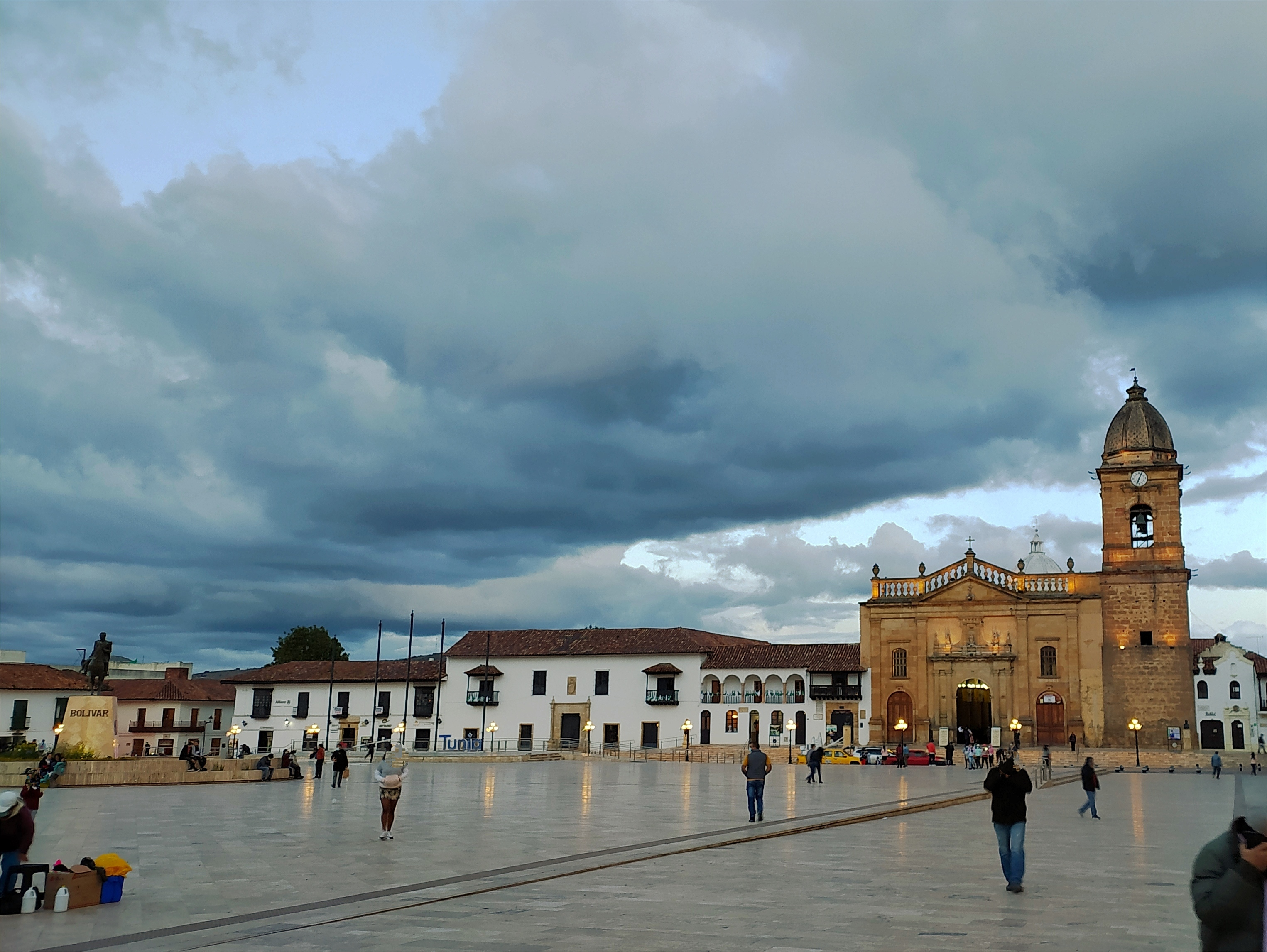
Vista de la plaza principal de la ciudad.

En el siglo XVII, los mestizos cada vez más se consolidan como la población mayoritaria de la ciudad. Los españoles, así mismo, se consolidan como la población dominante de la población indígena y mestiza controlando los cargos públicos y el poder político y económico en la ciudad; al decaer la encomienda, no decae el poder ni el prestigio de los encomenderos.

#### La insurrección comunera
La agitación social en los finales del siglo XVIII contra los impuestos, especialmente el de la Alcabala y la Armada de Barlovento, sobre las ventas, llevaron al nacimiento de un movimiento insurreccional de las masas rurales y las aldeas en la provincia de Tunja, a través del cual se manifestó la crisis del mundo sociocultural con los consiguientes cambios en las estructuras sociales y económicas. Uno de estos movimientos socioeconómicos fue la Revolución de los Comuneros de 1781, la cual tuvo su mayor concentración en los pueblos aledaños pertenecientes a los dominios político-administrativos de Tunja. La chispa revolucionaria comunera se difundió rápidamente por toda la comarca, de caracteres económicos de pueblos comerciantes, artesanos y agrícolas.
El 16 de marzo de 1781 se irrumpió masivamente la Insurrección de los comuneros en el Socorro, lo que proyectó el movimiento de rebeldía en toda la provincia de Tunja. Con machetes, picas, palas y otros utensilios de uso cotidiano, las masas se movilizaron hacia Santafé de Bogotá. El 17 de mayo de 1781, los Comuneros del Socorro y pueblos vecinos llegaron a Tunja con grandes aclamaciones populares. Los tunjanos asaltaron la Administración de tabaco y vendieron a bajos costos el producto almacenado. Organizaron una tropa de 200 hombres, comandada por los comuneros Juan Agustín Niño y Álvarez, Juan José Saravia, Francisco José de Vargas y Joaquín del Castillo.

### Época de la independencia (1811-1819)

#### República de Tunja (1811-1816)
A raíz del vacío de poder que ocurrió en España después de la invasión napoleónica en 1808, territorios españolas se sublevaron y declararon su Independencia para organizar nuevos Estados nacionales. Durante el proceso independentista, Tunja se convirtió en el bastión del patriotismo y del criollismo insurgente y revolucionario neogranadino.
En 1811 se autoproclamó como República de Tunja y aprobó su propia constitución, siendo su primer gobernador Juan Nepomuceno Niño. El 9 de diciembre de 1811 declaró su independencia absoluta de España, albergando el Congreso de las Provincias Unidas de la Nueva Granada, la sede del federalismo de la Nueva Granada hasta 1814. Para someter a Santafé de Bogotá, comisionado por Camilo Torres y el Congreso de Tunja, el Libertador Bolívar sitió y dominó la ciudad hasta la firma de la Capitulación del 12 de diciembre de 1814, por la cual Cundinamarca reconoció al Congreso de las Provincias Unidas.

#### Régimen del terror: Reconquista española (1816-1819)
La ciudad es reconquistada el 29 de noviembre de 1816 bajo el mando de José María Barreiro, después del fusilamiento de José Cayetano Vásquez y Juan Nepomuceno Niño, gobernadores de la provincia de Tunja durante la rebelión, en el célebre Paredón de los Mártires que hoy se conserva en el Bosque de la República.

#### Independencia definitiva de España (1819)
Sus campos fueron escenario de las luchas patriotas que culminaron en la Batalla de Boyacá en territorio tunjano por el conocido movimiento del Paso de los Andes. Por ello, el pueblo tunjano fue consagrado por el llamado libertador Simón Bolívar como "Cuna y taller de la libertad".

### Época republicana (1819-siglosXIXyXX)

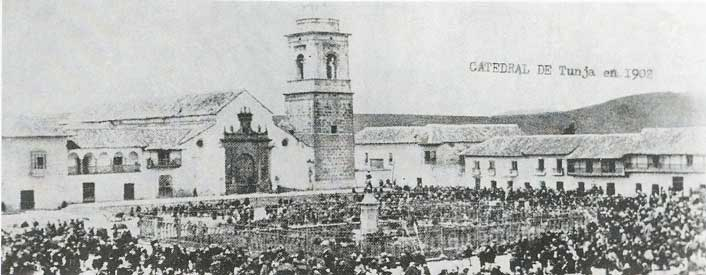
Plaza de Bolívar alrededor del año 1902

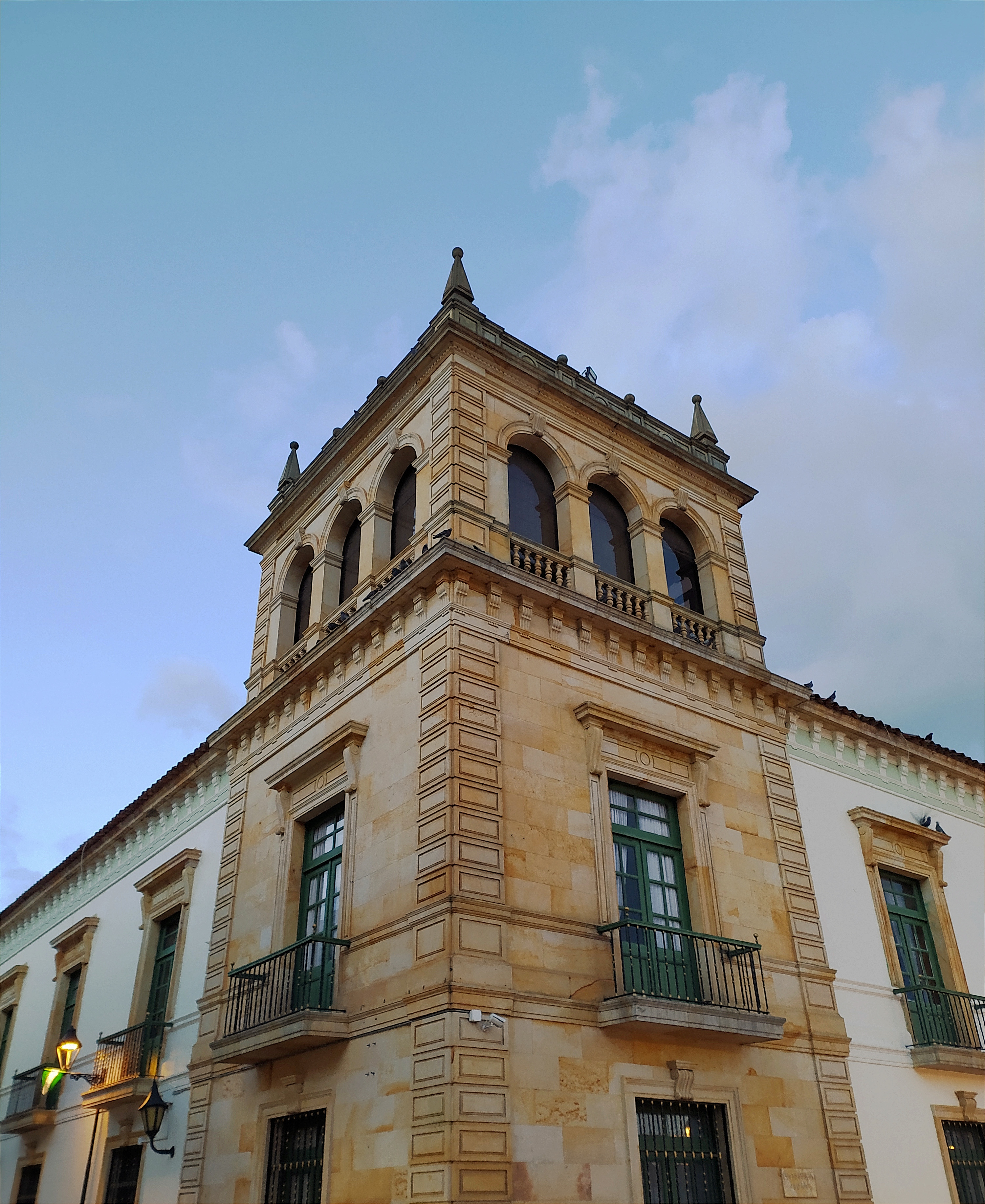
Torre de la Gobernación de Boyacá y Alcaldía Mayor de Tunja

Luego de la unificación de las provincias en 1857, se convierte en la capital del Estado Soberano de Boyacá y posteriormente, del departamento de Boyacá según la constitución política de 1886.

#### Caída económica de Tunja 1876-1895
Luego del esplendor económico logrado en los siglos XVII y XVIII en los cuales adquirió fama por su desarrollo industrial de los tejidos, en especial "La ropa Tunja" y el "Pan Tunja" muy conocidos en todo el país; hacia la segunda mitad del siglo XIX, la ciudad presenta la imagen de un pueblo en decadencia y poco desarrollado económicamente. La continua emigración hacia la capital, una ciudad muy próxima, además de las guerras civiles, que fueron frecuentes en la segunda mitad del siglo XIX, repercutieron en Tunja. Episodios tales como la batalla de la Semana Santa entre 1876-1878 y en las guerras de 1885, 1895 y en la guerra de los Mil Días provocaron la disminución drástica de la población (en 1910 su población aproximada era de solo 10 000 habitantes)

#### Movimiento intelectual y auge educativo (a partir delsigloXIX)
Pese a la caída económica de la ciudad, hacia finales del siglo XIX se crean numerosas escuelas y centros educativos, sucesores del colegio de Boyacá creado por el presidente Francisco de Paula Santander en 1821 y 1827 respectivamente. La Escuela Normal Nacional de Varones se creó el 23 de septiembre de 1872 con el fin de educar la primera generación de maestros del departamento siendo dirigida por Ernesto Hotschik y 3 años más tarde en 1875 se creó la escuela correspondiente para educar a las Instructoras. Los personajes más reconocidos de esta época fueron los escritores José Joaquín Ortiz, Alfredo Gómez Jaime y José Umaña Bernal; los sociólogos y humanistas, Diego Mendoza Pérez y Enrique Álvarez Bonilla; y los historiadores Dr. Nicolás García Samudio y Rafael Salamanca Aguilera.
Este movimiento intelectual tiene su auge hacia comienzos del siglo XX, aparecen Las Tertulias, centros literarios y de letrados y personalidades de la élite de la ciudad, entre ellas estaba la Tertulia Amigable que a través de su periódico informativo El Desprendimiento, se publicaban crónicas risueñas con códigos especiales de comunicación únicamente comprendidos por los miembros de la tertulia. Otra tertulia tunjana fue Los Elefantes, célebre hacia 1930 y funcionaba en el centro social de La Marsella. Los Elefantes hacían los Jueves Rosas y los Sábados Literarios; intervenían en actos públicos, literarios y sociales; algunos eran humoristas en los carnavales; otros eran los oradores líricos en las noches de coronación de las reinas; y otros sobresalían como escritores en los comentarios de prensa.
Algunos referentes históricos son:
El Centro de Historia de Tunja: fundado por Cayetano Vásquez, nieto del prócer tunjano José Cayetano Vásquez y un grupo de historiadores y letrados tunjanos que se unieron a este centro creado en 1905 como filial de la Academia Colombiana de Historia. Participaron con aquellos el historiador, monseñor y doctor Cayo Leonidas Peñuela, quien fundó en 1912 la revista Repertorio Boyacense, principal medio de expresión de la institución.
El Club Boyacá: El 20 de diciembre de 1932 un grupo de profesionales, intelectuales, comerciantes e industriales que laboraban en la capital boyacense decidieron organizar un Club Social que desde la época ha sido sede de grandes acontecimientos, entre ellas las famosas las fiestas de disfraces que se realizaban con motivo del cumpleaños de la ciudad.
El periodismo en Tunja: la imprenta y el periodismo pasaron a ser un aspecto muy importante en la vida de Tunja en los primeros decenios del siglo XX. En 1910, Tunja llegó a tener siete imprentas: El Clamor, El Conservador, El Deber, El Surco, La Linterna, El Derecho, El Cruzado. Las polémicas entre conservadores y liberales y entre clericales y laicistas fueron muy frecuentes en Tunja durante la primera mitad del siglo XX.
Las fiestas en Tunja: Las fiestas religiosas fueron de gran esplendor entre los siglos XIX y XX. La fiesta de Corpus Christi, contaba con la participación de los diversos grupos sociales de Tunja; la Semana Santa nombrada "Semana Mayor", era una fiesta de gran recogimiento al igual que la cruzada de los primeros viernes en la catedral. Tradiciones que aún se conservan en nuestros días.

#### La ciudad y el desarrollo en Colombia (sigloXX)

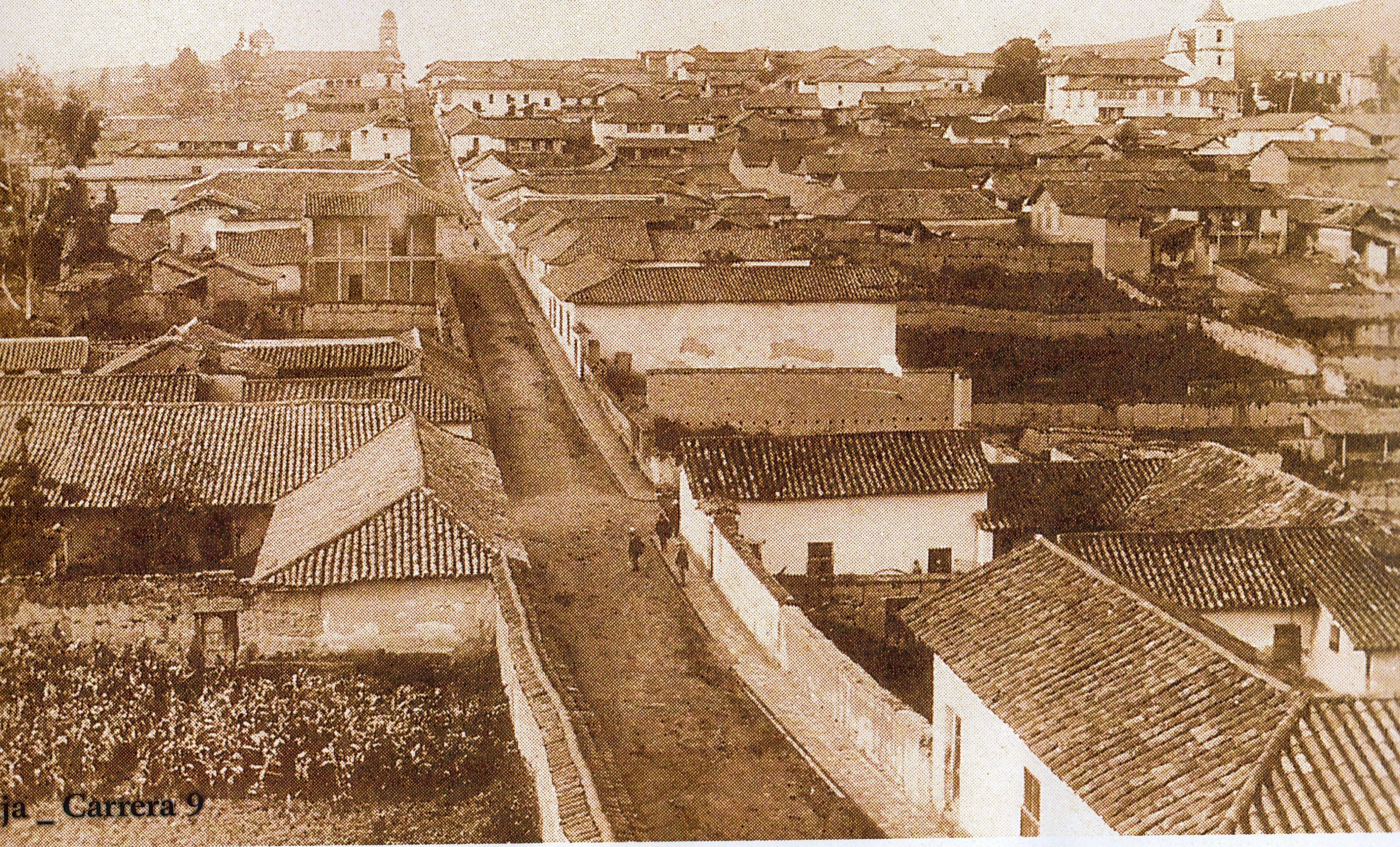
Tunja en 1910

El primer automóvil que llega a la ciudad es el carro presidencial de Rafael Reyes en la inauguración de la Carretera del Norte, el 17 de enero de 1909. Otras infraestructuras vienen en las décadas siguientes: la primera estación telefónica llega en 1924 y se inaugura el servicio telefónico con Bogotá en 1934.
En 1928, cuando la ciudad contaba con 19 000 habitantes, se inaugura la línea del ferrocarril Ferrocarril del Nordeste y se construyen dos estaciones en arquitectura Deco. Sin embargo otros trabajos de modernización no fueron realizados hasta la segunda mitad de siglo bajo el mandato del presidente Gustavo Rojas Pinilla. Uno de los mayores méritos es la transformación de la Facultad de Pedagogía en la moderna Universidad Pedagógica y Tecnológica de Colombia en octubre de 1957.

### SigloXXI

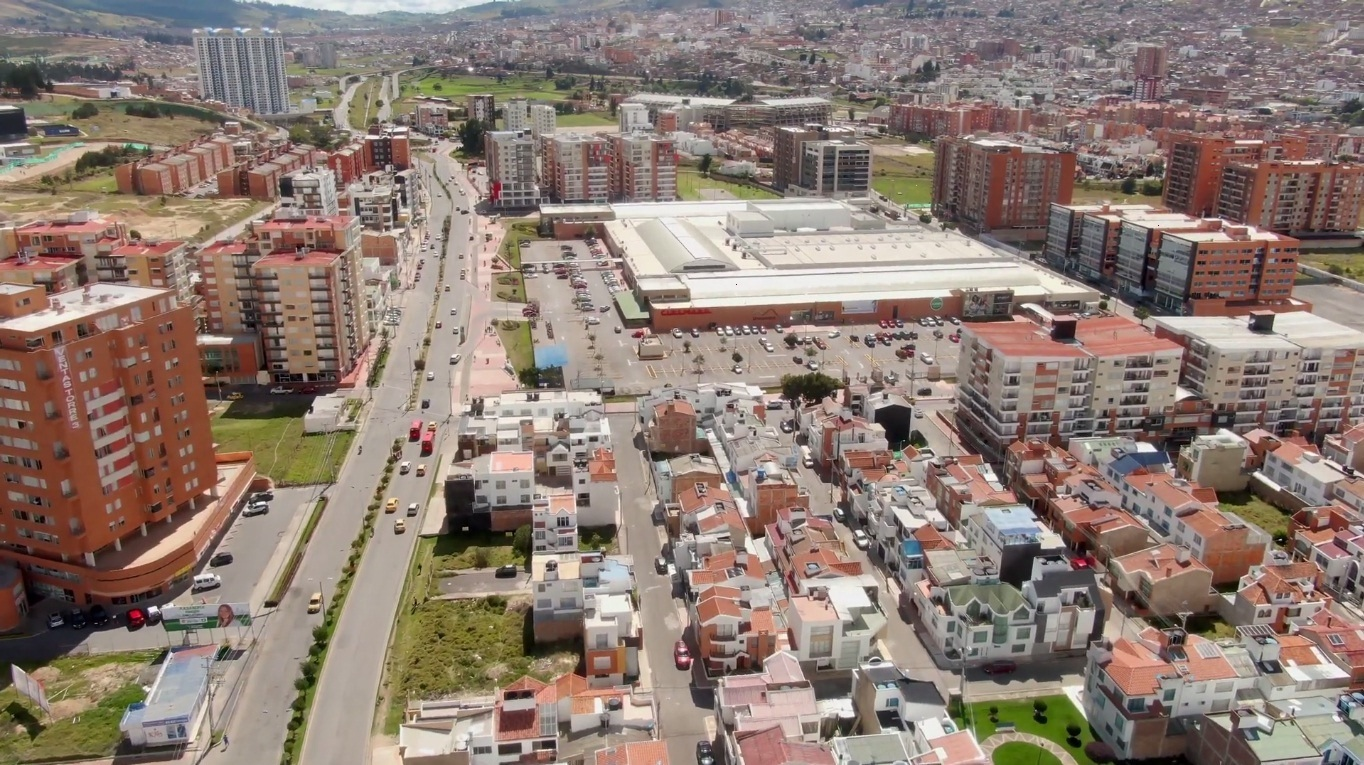
La avenida Universitaria, comuna Nororiental

Luego del estancamiento económico de la ciudad durante décadas, hacia mediados de la década de 1990, comienza el crecimiento de la infraestructura urbana y un importante incremento poblacional debido a flujos migratorios que se acentúan desde el año 2005 cuando el municipio inicia una de las eras de construcción más grandes de su historia.
El gran crecimiento económico es debido principalmente a actividades de servicios como la administración gubernamental tanto municipal como departamental, la educativa universitaria, la turística y la comercial como principal centro de abastecimiento del norte de Cundinamarca, Sectores de Casanare, Sur de Santander y todo Boyacá, también desarrolla importantes actividades agropecuarias y mineras. Tiene estrechas relaciones comerciales con ciudades como Bucaramanga, Yopal y Bogotá. Los sectores con mejores infraestructuras públicas y privadas han traído consigo la introducción de importante capital nacional y extranjero, aprovechado la valorización de la finca raíz y atraídas por la tranquilidad y la calidad de vida, la cercanía a la capital y la posición estratégica entre el centro de País y Santander, de ruta hacia Venezuela y los Llanos Orientales. Estos han sido los principales motivos por los cuales Tunja se ha convertido en un atractivo para constructores de otras regiones del país y de las fortalecidas constructoras e inmobiliarias de la ciudad. El centro de la "transformación y modernización" de la ciudad es evidente en la Comuna Nororiental. que se encontraba despoblada hasta principios de los años 2000. Esto se debió a la introducción de hospitales privados, campus universitarios, edificios, conjuntos y urbanizaciones residenciales, un centro comercial Unicentro, una sede de la multinacional Makro, además de la llegada de varias franquicias nacionales e internacionales en ese sector alrededor de la avenida Universitaria conectando el Aeropuerto con las nuevas autopistas (Viaducto José Nepomuceno Niño, bulevar Paseo de la Gobernación, Autopista BTS, Vía Panamericana), la modernización del complejo deportivo de la Villa Olímpica, la construcción del Nuevo Centro de Convenciones de la Cámara de Comercio de Tunja.

## Organización político-administrativa
El municipio de Tunja consta de su Cabecera municipal: dividida en 162 barrios los cuales conforman las 8 comunas. Además, de su zona rural, constituida por 10 veredas.
También existe el área metropolitana de Tunja, la cual está compuesta por la ciudad y todos los municipios de la provincia Centro (véase Provincias de Boyacá ); además, de Ventaquemada, municipio de la provincia de Márquez.

## Geografía
La extensión territorial del municipio de Tunja es de 121,4 km² de los cuales el 87% corresponde al área rural y el 13% al área urbana. Está ubicada en las coordenadas 5°32′7″N 73°22′04″O / 5.53528, -73.36778 y su longitud en relación con Bogotá es de 0 grados, 43 minutos y 0 segundos.

### Límites
| Noroeste: Sora   | Norte: Motavita y Cómbita | Nordeste: Oicatá             |
| Oeste: Cucaita   |                           | Este: Chivatá y Soracá       |
| Suroeste: Samacá | Sur: Ventaquemada         | Sureste: Municipio de Boyacá |

Los anteriores municipios pertenecen a la Ciudad Región y a la Provincia del Centro, y todos forman parte del área metropolitana de Tunja.

### Topografía
La ciudad de Tunja se encuentra localizada en el valle del Alto Chicamocha en la región del Altiplano Cundiboyacense, sobre la Cordillera Oriental de los Andes en el centro del país. Existen tres zonas orográficas dentro de la zona urbana: La planicie a 2650 m sobre el nivel del mar, la meseta hacia el centro y sur de la ciudad a 2770 m sobre el nivel del mar, donde se encuentra el centro histórico y las Colinas donde alcanza los 2900 m en los barrios de la zona occidental. En la zona rural, la altitud sobre el nivel del mar oscila entre 2400 m s. n. m. en el extremo suroriental hasta los 3.250 m s. n. m. en límites con los municipios de Cucaita y Samacá. La altitud promedio es de 2720 m s. n. m. lo que la hace la capital más alta de Colombia y una de las quince ciudades más altas del mundo

### Hidrografía
El principal recurso hídrico de la ciudad es la represa de Teatinos, que abastece en su totalidad el área urbana, el cual se apoya en un inmenso acuífero subterráneo que se ubica bajo toda el área rural y urbana. Igualmente cuenta con tres ríos y numerosas quebradas atraviesan su territorio:
- Río Jordán: También llamado río Chulo. Nace en la zona rural del sur y hace parte de la cuenta alta del río Chicamocha. Desemboca en el embalse La Playa del municipio de Tuta. Atraviesa la ciudad de sur a norte. Se encuentra canalizado en varias franjas del sur y oriente de la zona urbana.

- Río Teatinos: Nace en la represa de Teatinos y atraviesa el puente de Boyacá. Su curso continúa hacia el municipio de Boyacá donde toma su nombre. Actualmente presenta bajos índices de contaminación en su curso alto y bordea numerosas áreas forestales de bosque virgen.

- Río La Vega: También llamado río Farfacá. Nace en el municipio de Motavita y atraviesa el Campus Central de la UPTC. Luego de estar altamente contaminado, ha sufrido un importante proceso de descontaminación y recuperación del ecosistema acuático en la última década.[35] Desemboca en el río Jordán a la altura del barrio Las Quintas

- Río La Cascada: Nace entre la vereda de Pirgua y el municipio de Soracá, para luego bajar al valle de Tunja y desembocar en el río Jordán.

### Climatología
Según la  clasificación de Köppen, Tunja posee un clima de tipo templado ecuatorial Csbi: templado y frío de alta montaña. Al igual que todas las regiones de la Zona Intertropical, el clima está influenciado solamente por la altitud, precipitaciones (lluvias) y las corrientes oceánicas que causan leves variaciones de temperatura, la más significativas entre el día y la noche como se puede observar en la siguiente tabla. La temperatura promedio anual es de 13,2 grados y la presión barométrica de 1024 hPa.

| Parámetros climáticos promedio de Tunja (2800 m s. n. m.), normales 1981-2010 | Parámetros climáticos promedio de Tunja (2800 m s. n. m.), normales 1981-2010 | Parámetros climáticos promedio de Tunja (2800 m s. n. m.), normales 1981-2010 | Parámetros climáticos promedio de Tunja (2800 m s. n. m.), normales 1981-2010 | Parámetros climáticos promedio de Tunja (2800 m s. n. m.), normales 1981-2010 | Parámetros climáticos promedio de Tunja (2800 m s. n. m.), normales 1981-2010 | Parámetros climáticos promedio de Tunja (2800 m s. n. m.), normales 1981-2010 | Parámetros climáticos promedio de Tunja (2800 m s. n. m.), normales 1981-2010 | Parámetros climáticos promedio de Tunja (2800 m s. n. m.), normales 1981-2010 | Parámetros climáticos promedio de Tunja (2800 m s. n. m.), normales 1981-2010 | Parámetros climáticos promedio de Tunja (2800 m s. n. m.), normales 1981-2010 | Parámetros climáticos promedio de Tunja (2800 m s. n. m.), normales 1981-2010 | Parámetros climáticos promedio de Tunja (2800 m s. n. m.), normales 1981-2010 | Parámetros climáticos promedio de Tunja (2800 m s. n. m.), normales 1981-2010 |
| Mes                                                                           | Ene.                                                                          | Feb.                                                                          | Mar.                                                                          | Abr.                                                                          | May.                                                                          | Jun.                                                                          | Jul.                                                                          | Ago.                                                                          | Sep.                                                                          | Oct.                                                                          | Nov.                                                                          | Dic.                                                                          | Anual                                                                         |
| ----------------------------------------------------------------------------- | ----------------------------------------------------------------------------- | ----------------------------------------------------------------------------- | ----------------------------------------------------------------------------- | ----------------------------------------------------------------------------- | ----------------------------------------------------------------------------- | ----------------------------------------------------------------------------- | ----------------------------------------------------------------------------- | ----------------------------------------------------------------------------- | ----------------------------------------------------------------------------- | ----------------------------------------------------------------------------- | ----------------------------------------------------------------------------- | ----------------------------------------------------------------------------- | ----------------------------------------------------------------------------- |
| Temp. máx. abs. (°C)                                                          | 23.6                                                                          | 23.9                                                                          | 25.2                                                                          | 24.4                                                                          | 22.2                                                                          | 20.9                                                                          | 20.6                                                                          | 21.8                                                                          | 23.4                                                                          | 22.3                                                                          | 22.4                                                                          | 23.8                                                                          | 25.2                                                                          |
| Temp. máx. media (°C)                                                         | 19.6                                                                          | 19.8                                                                          | 19.8                                                                          | 18.7                                                                          | 17.8                                                                          | 16.8                                                                          | 16.4                                                                          | 16.7                                                                          | 17.7                                                                          | 18.3                                                                          | 18.6                                                                          | 18.8                                                                          | 18.3                                                                          |
| Temp. media (°C)                                                              | 13.3                                                                          | 13.6                                                                          | 13.9                                                                          | 13.8                                                                          | 13.5                                                                          | 12.7                                                                          | 12.2                                                                          | 12.3                                                                          | 12.7                                                                          | 13.2                                                                          | 13.4                                                                          | 13.2                                                                          | 13.2                                                                          |
| Temp. mín. media (°C)                                                         | 7.3                                                                           | 8.3                                                                           | 9.0                                                                           | 9.8                                                                           | 9.8                                                                           | 9.2                                                                           | 8.6                                                                           | 8.5                                                                           | 8.2                                                                           | 8.8                                                                           | 9.0                                                                           | 8.1                                                                           | 8.7                                                                           |
| Temp. mín. abs. (°C)                                                          | 0.2                                                                           | -1.1                                                                          | 2.1                                                                           | 4.4                                                                           | 4.6                                                                           | 2.2                                                                           | 1.8                                                                           | 2.0                                                                           | 1.4                                                                           | 3.2                                                                           | 0.5                                                                           | -0.3                                                                          | -1.1                                                                          |
| Lluvias (mm)                                                                  | 18.1                                                                          | 27.4                                                                          | 53.5                                                                          | 81.3                                                                          | 85.2                                                                          | 55                                                                            | 49.1                                                                          | 40.2                                                                          | 50                                                                            | 86                                                                            | 73.9                                                                          | 32.8                                                                          | 652.5                                                                         |
| Días de lluvias (≥ 1 mm)                                                      | 5                                                                             | 8                                                                             | 12                                                                            | 17                                                                            | 19                                                                            | 19                                                                            | 19                                                                            | 18                                                                            | 16                                                                            | 18                                                                            | 16                                                                            | 9                                                                             | 176                                                                           |
| Horas de sol                                                                  | 221.8                                                                         | 186.1                                                                         | 173.3                                                                         | 142.6                                                                         | 140.5                                                                         | 130.8                                                                         | 148.1                                                                         | 150.8                                                                         | 151.0                                                                         | 152.6                                                                         | 161.6                                                                         | 202.9                                                                         | 1962.1                                                                        |
| Humedad relativa (%)                                                          | 75                                                                            | 75                                                                            | 76                                                                            | 80                                                                            | 82                                                                            | 83                                                                            | 83                                                                            | 82                                                                            | 79                                                                            | 79                                                                            | 80                                                                            | 78                                                                            | 79                                                                            |
| Fuente: Instituto de Hidrología, Meteorología y Estudios Ambientales          |                                                                               |                                                                               |                                                                               |                                                                               |                                                                               |                                                                               |                                                                               |                                                                               |                                                                               |                                                                               |                                                                               |                                                                               |                                                                               |

Cuenta con dos periodos de baja precipitación (diciembre a marzo y julio a septiembre) y dos periodos lluviosos (abril a junio y octubre a noviembre), que varían su intensidad según la influencia de los fenómenos de la Corriente de Humboldt que se presentan cada 2 o 3 años en los países del norte de Sudamérica.

## Demografía
La gran concentración de la población urbana (95,15% de la población) conlleva a que la Administración municipal oriente la inversión social hacia esta zona, atendiendo las altas demandas de servicios públicos, salud, educación, vivienda, saneamiento básico, entre otros, con cierta desventaja para el sector rural; según la información suministrada en el plan de Ordenamiento Territorial para el año 2008, Tunja tiene una densidad poblacional urbana de 7630 hab./km² y rural de 95 hab./km² cifra que señala el despoblamiento del sector rural.
Comparando el crecimiento vegetativo o natural para el 2005 (1.5%) con el crecimiento promedio intercensal (2,97%) se concluye que para el año 2005 la tasa neta de inmigración fue de +1,47%, demostrando que los flujos de población hacia la ciudad aportan relativamente poco con respecto a la dinámica demográfica interna.

### Composición étnica
Según las cifras presentadas por el DANE del censo 2005, la composición etnográfica de la ciudad es:
- Blancos y mestizos: (99,6%)
- Negro, mulato, afrocolombiano o afrodescendiente (0,2%)
- Indígenas (0,2%)

### Salud
En la ciudad se encuentran diferentes entidades de salud importantes, entre esas el Hospital Universitario San Rafael, único de tercer nivel en el departamento de Boyacá, además de ser un centro de formación académica de estudiantes de medicina, enfermería, bacteriología, psicología, regencia en farmacia, instrumentación quirúrgica, terapia respiratoria, terapia física entre otras. Posee reconocimiento en buenas prácticas de elaboración farmacéutica además de contar con equipos como el de infusión segura de medicamentos (pionero en América Latina) y el sistema de alto flujo de oxígeno, del cual solo existen dos país. Se construyó y ya se encuentra en funcionamiento el hospital de segundo nivel de atención ESE Hospital Metropolitano de Tunja que ofrece servicios de segundo nivel incluyendo urgencias .

### Seguridad ciudadana
Tunja registra la tasa de homicidios más baja en Colombia (2 por cada 100.000 habitantes) y se encuentra muy por debajo del promedio de América Latina (23 homicidios) siendo comparable a los países de Europa y del Sudeste Asiático (inferiores a 10), según el último reporte de las autoridades Colombianas presentado en 2015. El índice de criminalidad es siete veces menor que el de la capital Bogotá y 34 veces menor que el de la ciudad más insegura, Cali. Según otras fuentes, este valor es 16 veces inferior al promedio del país.
Los barrios más peligrosos son el Libertador, Los Patriotas, El Carmen, Bello Horizonte, Altamira y San Lázaro Aun así tienen presencia y atención de autoridades de seguridad local mediante los diferentes puestos de vigilancia en los barrios y su línea telefónica.

## Economía
Según la Encuesta Nacional de Ingresos y Gastos 2006 – 2007, Tunja es una de las ciudades con mejores ingresos del país (cuarto puesto entre las capitales), sin embargo así mismo es la tercera más cara con un gasto promedio familiar de 1 717 626 pesos colombianos (aproximadamente 900 dólares estadounidenses). Pese a estos datos, el mismo informe destaca una importante inequidad salarial ya que el 70% de la población recibe apenas un tercio de este ingreso, mientras que el 30% restante obtiene el 66% del mismo.
Otro dato estadístico relevante del mismo estudio indica que la ciudad tiene el mayor Índice de Valoración Predial del país durante el periodo 2004-2011 superando al resto de ciudades en un 20%, lo que indica mayores avalúos prediales y rentas municipales, pero así mismo implican incrementos importantes en el valor del suelo y mayores dificultades para el acceso a la vivienda.
La economía de la ciudad se fundamenta en el ofrecimiento de bienes y servicios y en menor medida de producción industrial y de empresas manufactureras. Es sede de estamentos gubernamentales ejecutivos y judiciales, además de ser centro de comercio para Boyacá. Las instituciones educativas como universidades, instituciones técnicas y colegios representan un gran porcentaje del PIB de la ciudad generando una gran cantidad de empleos directos e indirectos.

## Transportes

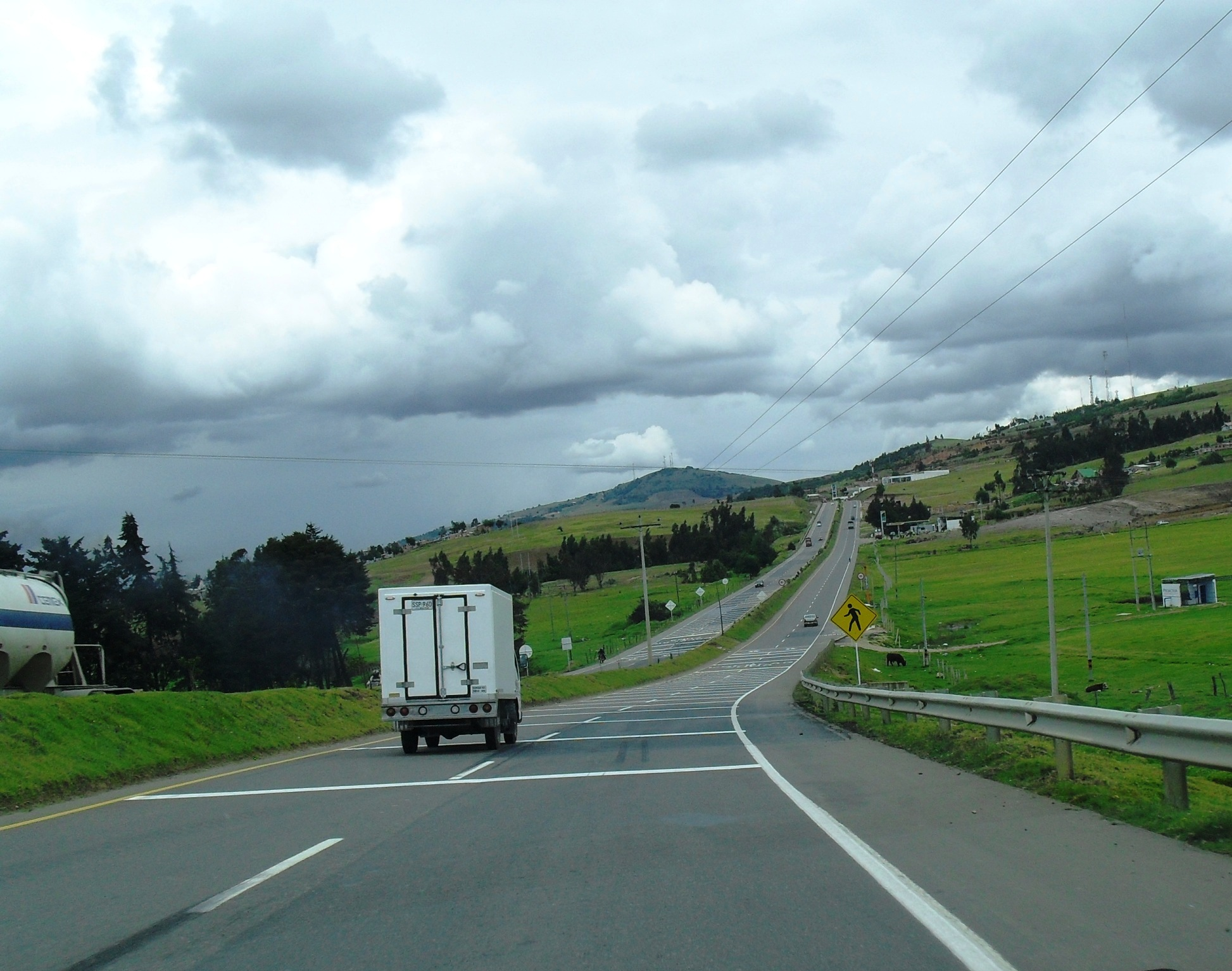
Troncal BTS, tramo de la Ruta Panamericana.

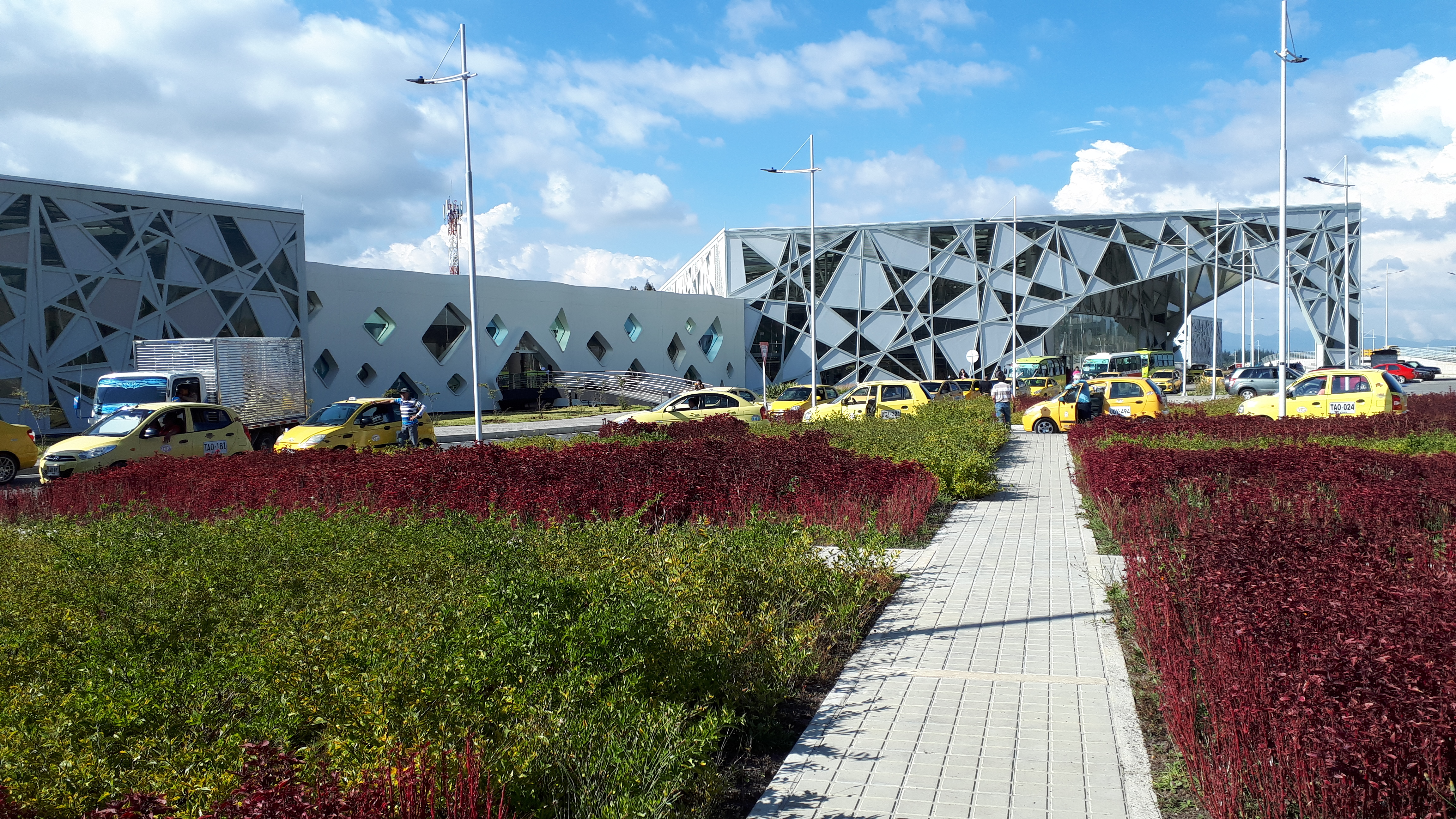
Nueva Terminal de Transportes de Tunja.

Las principales vías terrestres de acceso son la Troncal BTS (Briceño-Tunja-Sogamoso) y la A62 que conduce hacia la ciudad de Bucaramanga, ambas pertenecientes a la vía Panamericana. En el perímetro urbano se encuentra la Troncal Central del Norte que comunica la zona urbana con las ciudades de Duitama y Sogamoso; la avenida Oriental con acceso a la Terminal de Transporte; las carreras 10 y 12 que atraviesan el centro histórico; y la avenida T19-avenida Colón (acceso hacia las ciudades del occidente del departamento como Chiquinquirá) confluyen en el Monumento a la Raza. En la comuna nororiental se encuentra la avenida Universitaria. En el oriente El Viaducto Juan Nepomuceno Niño comunica el centro histórico con la zona norte. Según estadísticas de la base de datos del RUNT existe alrededor de 19 323 autos de transporte individual registrados.
El 18 de febrero de 2013, inició la medida de Pico y placa como medida de restricción para todo tipo de vehículos en el centro histórico.
Los taxis al igual que en otras ciudades colombianas proporcionan un servicio continuo diario las 24 horas. Cuentan con taxímetro. Es notable la utilización de la bicicleta como transporte alternativo y como actividad recreativa.
En 2015 se implementó un nuevo sistema de transporte de tipo colectivo, Mi Ruta el cual cuenta con una cobertura del 98% de la ciudad. El operador inició operaciones con 21 rutas y 56 recorridos permanentes. Se ha desarrollado la aplicación TransiTunja para facilitar la comprensión de las mismas.
Tunja dispone además del Terminal de Transportes de Tunja para cubrir rutas nacionales y departamentales. Es la terminal central de pasajeros y carga ubicada en el centro histórico. Diversas compañías de buses expreso son responsables de los trayectos hacia las principales ciudades del país, sobre todo en la región Andina (Bogotá, Bucaramanga) y en la región de los Llanos Orientales (Yopal, Arauca y Villavicencio). Es la terminal para los destinos provinciales del centro y sur del departamento Boyacá.
En cuanto al transporte aéreo, la ciudad cuenta con el aeropuerto Gustavo Rojas Pinilla que se encuentra en manos de la Aeronáutica Civil (Aerocivil) la cual ejecuta un plan de ampliación de la pista y de remodelación de la terminal para servir a vuelos comerciales.
Por otra parte, la vía férrea es empleada para el transporte de carga, es administrada por Fenoco dentro de la concesión de líneas férreas del norte de Colombia.

## Educación
La ciudad cuenta con un sistema educativo que cubre los niveles de primaria, secundaria, media vocacional y universitario. Tunja posee un variado sistema de colegios y escuelas de carácter público y privado entre los que se incluyen bilingües, militares, técnicos, campestres, de comunidades religiosas, así como en diferentes calendarios escolares y horarios de estudio de los cuales el más conocido y tradicional es el colegio de Boyacá el cual fue el primero del país.
El nivel educativo es prioritario y por lo tanto, desde 2013 y por cuatro años consecutivos es la ciudad con los mejores resultados en las pruebas Saber.
De acuerdo con el Sistema Nacional de Información del Ministerio de Educación, la ciudad cuenta con un total de 14 instituciones de Educación Superior, una de ellas dentro de las mejores 10 del país. Tunja es igualmente un destino educativo a nivel nacional. En 2014 alcanzó una cifra de 34 663 estudiantes universitarios en todos los niveles, el doble de la población joven (17-21) de la ciudad (15 883)
La ciudad cuenta con 7 instituciones de educación superior: Universidad Pedagógica y Tecnológica de Colombia, Universidad Santo Tomás (Colombia), Universidad de Boyacá, Fundación Universitaria Juan de Castellanos, Universidad Antonio Nariño, Universidad Nacional Abierta y a Distancia y Escuela Superior de Administración Pública.
Tunja se encuentra por encima del promedio nacional en todos los parámetros del saber: índice de progreso (32.8 / 28.8 nacional), índice de calidad (28.4 / 27.4 nacional) e índice de acceso (50.4 / 32.4 nacional).

## Medios de comunicación

### Televisión abierta
La ciudad es sede de un canal regional público, Canal Trece y de un canal local que pertenece a la Arquidiócesis de Tunja, TeleSantiago.[cita requerida]

### Televisión por suscripción
La ciudad cuenta con múltiples servicios de televisión satelital digital como DirecTV, Claro y Movistar, y televisión digital por cable ofrecido por Claro, Tigo, HV Televisión, Movistar, Fiesta Telecomunicaciones, Colombia Más TV que ofrece el servicio de televisión digital por red ADSL y GPON (IPTV), y análoga y digital por red bidireccional (HFC), el servicio de televisión digital virtual ofrecida por la red GPON (IPTV) de ETB, Claro, Movistar, Tigo y de pequeños sistemas de televisión por cable.

### Emisoras de radio
En Tunja están establecidas todas las grandes cadenas radiales del país y sus distintas emisoras en AM, FM, y en TDT, en un 70 % de las emisoras de FM está disponible el servicio RDS.
Véase también: Anexo:Emisoras de radio de Boyacá

## Cultura y Turismo
Tunja conserva, en sus edificaciones coloniales (palacios, conventos, iglesias y calles inclinadas), valiosos tesoros artísticos, pinturas, esculturas y ornamentos. Su centro histórico fue declarado Monumento Nacional en 1959. El centro histórico está limitado topográficamente por dos grandes cárcavas (zanjones formados por las aguas lluvias): la de San Francisco y la de San Laureano. La huella eclesiástica desde la época colonial se evidencia con la presencia de templos y conventos. La arquitectura republicana y algunos vestigios de arquitectura deco y moderna completan el variado panorama arquitectónico de la ciudad.

## Deporte
Tunja es un centro para la práctica deportiva de alto rendimiento, debido a su nivel bajo de contaminación ambiental y su altitud. En la ciudad terminó la prueba de contrarreloj del Campeonato Mundial de Ciclismo en Ruta de 1995, también organizó los Juegos Deportivos Nacionales de Colombia en el año 2000 y el Sudamericano de Futsal Sub-20 de 2008 del cual quedó campeón Brasil. Colombia ocupó el cuarto puesto del certamen continental. En 2012 se convirtió en la primera ciudad de América en realizar un mundial de taekwondo de la World Taekwondo Federation en la modalidad de figuras, conocido como Poomsae. Se practican diversidad de deportes de manera empírica, amateur (a través de las ligas), semiprofesional o en algunos casos agrupados en organizaciones profesionales. En Tunja es común la práctica del tejo un deporte ancestral de la región, también se practica el ciclismo (con equipos de élite nacional e internacionalmente), golf, capoeira, taekwondo, microfútbol, rugby entre otros.

#### Clubes
Es sede de dos equipos del fútbol profesional colombiano, Patriotas Boyacá y Boyacá Chicó, además de dos equipos de baloncesto de la liga profesional del país. Son notables las participaciones de Boyacá Chicó en la Copa Libertadores de América en sus ediciones de 2008 y 2009, llegando a situarse en el puesto 136 de la Clasificación mundial de clubes según la IFFHS y, en mayo de 2013, en el puesto 144 según el ranking de la Conmebol.
| Equipo                    | Deporte         | Competición                           | Estadio                      | Creación | Títulos |
| ------------------------- | --------------- | ------------------------------------- | ---------------------------- | -------- | --- |
| Patriotas Boyacá          | Fútbol          | Primera B                             | Estadio de La Independencia  | 2003     | Categoría Primera B: 1 (Primer Semestre Primera B 2011) Subcampeón Primera B 2011 Ganador Serie de Promoción 2011 (Asciende a la Categoría Primera A para la siguiente temporada) Campeón Primera B 2023 |
| Boyacá Chicó              | Fútbol          | Primera A                             | Estadio de La Independencia  | 2005     | Categoría Primera A: 1 (2008-I). Categoría Primera B: 1 (Primer Semestre Primera B 2017) (Clasificado a la Gran Final del Año de la Primera B) Copa Colombia: Subcampeón Copa Postobón 2011. Campeón Primera B 2017 (Ganador de la Gran Final del Año y asciende a la Categoría Primera A para la siguiente temporada) Campeón Primera B 2022 |
| Lanceros Boyacá           | Fútbol          | Primera B                             | Estadio de La Independencia  | 1993     | Categoría Primera B Subcampeón Primera B 1995 y Primera B 1996-97 |
| Águilas de Tunja          | Baloncesto      | Baloncesto Profesional Colombiano     | Coliseo Municipal de Tunja   | 2013     | 1 (2015 - 1). |
| Patriotas de Boyacá       | Baloncesto      | Baloncesto Profesional Colombiano     | Coliseo Municipal de Tunja   | 2014     | 0 |
| Sanpas                    | Fútbol sala     | Liga Argos                            | Coliseo Cubierto San Antonio | 2011     | 0 |
| Heroínas                  | Fútbol de Salón | Copa Postobon de Microfútbol Femenina | Coliseo Cubierto San Antonio | 2009     | 0 |
| Boyacá Orgullo de América | Ciclismo        | Equipo Élite UCI                      |                              | 2007     | 9 |
| Lotería de Boyacá         | Ciclismo        |                                       |                              |          | 0 |
| Selección Boyacá          | Tejo            | Profesional                           | Liga de Tejo de Boyacá       |          | 9 Oro JDN (2008), 2 Bronce JDN (2008). |

Estadio La Independencia
El escenario deportivo fue construido durante el gobierno del presidente Gustavo Rojas Pinilla (1953-1957) cuenta con una de las mejores ciudadelas olímpicas del país, sus instalaciones fueron remodeladas para la Copa Libertadores 2009, ampliando su capacidad a 15 000 espectadores y cumpliendo con todas y cada una de las especificaciones FIFA. En 2012 se ejecutó su segunda fase de ampliación que le permitió albergar a 25 000 espectadores, pero debido a la Copa Sudamericana 2017 se le instalaron sillas a la tribuna oriental y occidental lo que redujo su capacidad a la actual de aproximadamente 20 000 personas y también fueron pintadas las tribunas norte y sur además de la adecuación de grama y camerinos.

## Estructura organizacional municipal
| Tunja capital | Tunja capital                                                         | Tunja capital              |
| Departamento  | Código DANE Códigos postales                                          | Categoría municipal (2023) |
| ------------- | --------------------------------------------------------------------- | -------------------------- |
| Boyacá        | 150001 150002 150003 150004 150005 150006 150007 150008 150009 150009 | Primera ciudad capital     |

- Personería: Es un centro del Ministerio Público de Colombia que ejerce, vigila y hace control sobre la gestión de las alcaldías y entes descentralizados; velan por la promoción y protección de los derechos humanos; vigilan el debido proceso, la conservación del medio ambiente, el patrimonio público y la prestación eficiente de los servicios públicos, garantizando a la ciudadanía la defensa de sus derechos e intereses.

El actual Personero municipal es Nelson Villabona Rueda (2020-2027).
- Concejo Municipal: Es la suprema autoridad política del municipio. En materia administrativa sus atribuciones son de carácter normativo. También le corresponde vigilar y hacer control político a la administración municipal. Se regulan por los reglamentos internos de la corporación en el marco de la Constitución Política Colombiana (artículo 313) y las leyes, en especial la Ley 136 de 1994 y la Ley 1551 de 2012.

Constituido por 17 concejales por un periodo de 4 años.
- Alcaldía Municipal: En esta se encuentra la administración municipal y las entidades descentralizadas del municipio.

El Alcalde se pronuncia mediante decretos y se desempeña como representante legal, judicial y extrajudicial del municipio. El actual Alcalde municipal es Mikhail Krasnov (2024-2027), elegido por voto popular.
- 'JAL'.

## Servicios públicos
- Energía Eléctrica: Empresa de Energía de Boyacá (EBSA), es la empresa prestadora del servicio de energía eléctrica.
- Gas Natural: Vanti es la empresa distribuidora y comercializadora de gas natural en el municipio.

## Ciudades hermanadas
- Pamplona, Colombia[77] (2012).
- Potenza, Italia[78] (2009).
- Valledupar, Colombia[79]